# Parlamentswahl in Portugal 1976
- UDP: 1
- PCP: 40
- PS: 107
- PPD: 73
- CDS: 42

Die Parlamentswahl in Portugal 1976 fand am 25. April in einem Klima heftiger politischer Kämpfe über den weiteren Weg der Nelkenrevolution von 1974 statt. Demonstrationen, Streiks und Bombenattentate bestimmten zunehmend die Auseinandersetzungen der verschiedenen politischen Richtungen. Es war die erste Wahl in Portugal, die auf der Grundlage der am 2. April angenommenen neuen demokratischen Verfassung erfolgte, die die frühere aus den Zeiten des Estado Novo ersetzte. Das Land befand sich in einer durch eine galoppierende und unkontrollierbare Inflation sowie wachsende Arbeitslosigkeit gekennzeichneten ernsten wirtschaftlichen und finanziellen Situation.
Bei den Wahlen siegte die sozialdemokratische Sozialistische Partei, die damit leicht unter den Ergebnissen von 1975 blieb. Auch der konservativ-liberalen Demokratischen Volkspartei (PPD), die 1976 in Sozialdemokratische Partei (PSD) umbenannt wurde, gelang keine Verbesserung ihres Ergebnisses von 1975. Das rechtskonservative Soziale und Demokratische Zentrum (CDS), das am 2. April gegen die Annahme der aus seiner Sicht „sozialistischen Verfassung“ gestimmt hatte, konnte sein Wahlziel erreichen und stärker als die ebenfalls ihr Wahlergebnis verbessernde Portugiesische Kommunistische Partei (PCP) werden.
Mit diesen Ergebnissen etablierten sich die vier politischen Hauptkräfte in der portugiesischen Politik für die folgenden Jahrzehnte.
Erst nach der Präsidentschaftswahl vom 27. Juni wurde durch den von PS, PPD und CDS unterstützten neu gewählten Präsidenten, Ramalho Eanes, der Vorsitzende der PS, Mário Soares, mit der Bildung der ersten verfassungsmäßigen Regierung beauftragt. Soares bildete eine von der PS getragene Minderheitsregierung aus Sozialisten, Militärs und unabhängigen Fachleuten, die am 23. Juli 1976 ihre Arbeit begann und bis Dezember 1977 agierte.
Die Wahlbeteiligung lag bei 83,53 %. Die Auszählung erfolgte nach dem D’Hondt-Verfahren.

## Wahlergebnisse

Sitzverteilung und stärkste Partei in den Wahlkreisen

| Partei                                | Partei                                             | Stimmen   | Stimmen | Stimmen | Sitze  | Sitze |
| Partei                                | Partei                                             | Anzahl    | %       | +/−     | Anzahl | +/−   |
| ------------------------------------- | -------------------------------------------------- | --------- | ------- | ------- | ------ | ----- |
|                                       | Partido Socialista                                 | 1.912.921 | 34,9    | −3,0    | 107    | −9    |
|                                       | Partido Popular Democrático                        | 1.335.381 | 24,4    | −2,0    | 73     | −8    |
|                                       | Centro Democrático e Social                        | 876.077   | 16,0    | +8,4    | 42     | +26   |
|                                       | Partido Comunista Português                        | 788.830   | 14,4    | +1,9    | 40     | +10   |
|                                       | União Democrática Popular                          | 91.690    | 1,7     | +0,9    | 1      | −     |
|                                       | Frente Socialista Popular                          | 42.162    | 0,8     | −0,4    | −      | −     |
|                                       | Partido Comunista dos Trabalhadores Portugueses    | 36.200    | 0,7     | −       | −      | −     |
|                                       | Movimento de Esquerda Socialista                   | 31.332    | 0,6     | −0,4    | −      | −     |
|                                       | Partido da Democracia Cristã                       | 29.874    | 0,5     | −       | −      | −     |
|                                       | Partido Popular Monárquico                         | 28.320    | 0,5     | −0,1    | −      | −     |
|                                       | Liga Comunista Internacionalista                   | 16.269    | 0,3     | +0,1    | −      | −     |
|                                       | Partido Comunista de Portugal (marxista-leninista) | 15.830    | 0,3     | −       | −      | −     |
|                                       | Aliança Operário-Camponesa                         | 15.778    | 0,3     | −       | −      | −     |
|                                       | Partido Socialista Revolucionário                  | 5.171     | 0,1     | −       | −      | −     |
|                                       | Ungültige Stimmzettel                              | 257.696   | 4,7     | −2,3    |        |       |
|                                       | Gesamt                                             | 5.483.461 | 100,0   |         | 263    | +13   |
| Wahlberechtigte                       | Wahlberechtigte                                    | 6.564.667 |         |         |        |       |
| Wahlbeteiligung                       | Wahlbeteiligung                                    | 83,5 %    |         |         |        |       |
| Quelle: Comissão Nacional de Eleições |                                                    |           |         |         |        |       |